# Bertran Malferrat
Bertran Malferrat (né à Tarascon, mort le 25 mai 1262), dit aussi Bertrand Malferrat, Bertrand de Malferrat, est prévôt du chapitre d'Arles, puis archevêque d'Arles (25 novembre 1258-25 mai 1262) 

## Biographie
Prévôt d'Arles, il devient commissaire du Pape pour la recherche des hérétiques et s'oppose à l'archevêque Jean Baussan, son prédécesseur à l'époque de la Confrérie.  
Il est promu archevêque le 25 novembre 1258 et il l'est effectivement en 1259.
Jean-Pierre Papon signale qu'il vend le château de Beaucaire au roi de France Louis IX, se réservant certains droits. 
On connait d'autres faits relatifs à Bertran Malferrat, mais les dates évoquées ne correspondent pas à celles de son archiépiscopat. Ainsi en 1268 il aurait reçu un legs d'une paroissienne Richarde d’Embious de la paroisse Saint-Isidore pour fonder un hôpital. La Catholic Encyclopédia indique qu'il préside un concile à Avignon en 1270. Enfin la Jewish Encyclopedia rapporte qu'il aurait été dépossédé de ses droits sur les juifs d'Arles en 1276.
Il meurt le 25 mai 1262, mais cette date n'est pas acceptée par Jean-Pierre Papon qui signale que son décès serait survenu au plus tôt en juin 1262.

### Sources
- Jean-Pierre Papon  - Histoire générale de Provence, page 311